# Alifatou Djibril
Alifatou Djibril (Lomé, 13 febbraio 1980) è un'ex discobola e pesista togolese, primatista nazionale di entrambe le specialità.

## Biografia
Nata in Togo, Djibril si è trasferita in Australia nel 1998 all'età di 18 anni grazie ad una convocazione sportiva, iniziando a gareggiare nei campionati locali. Specializzata nei lanci, Djibril ha rappresentato il paese d'origine per tutta la sua carriera nelle maggiori competizioni africane, dove ha vinto due medaglie di bronzo ai Giochi panafricani nel 2003 e nel 2011.

## Record nazionali
- Lancio del disco: 56,16 m ( Sydney, 28 febbraio 2004)
- Getto del peso: 15,74 m ( Adelaide, 19 febbraio 2005)

## Palmarès
| Anno | Manifestazione           | Sede        | Evento           | Risultato | Prestazione | Note |
| ---- | ------------------------ | ----------- | ---------------- | --------- | ----------- | ---- |
| 2002 | Campionati africani      | Radès       | Lancio del disco | 4ª        | 50,28 m     |      |
| 2002 | Campionati africani      | Radès       | Getto del peso   | 6ª        | 14,41 m     |      |
| 2003 | Giochi panafricani       | Abuja       | Lancio del disco | Bronzo    | 54,79 m     |      |
| 2003 | Giochi panafricani       | Abuja       | Getto del peso   | 5ª        | 14,87 m     |      |
| 2003 | Giochi afro-asiatici     | Hyderabad   | Lancio del disco | 7ª        | 52,00 m     |      |
| 2003 | Giochi afro-asiatici     | Hyderabad   | Getto del peso   | 7ª        | 14,73 m     |      |
| 2004 | Campionati africani      | Brazzaville | Lancio del disco | Argento   | 52,62 m     |      |
| 2004 | Campionati africani      | Brazzaville | Getto del peso   | Bronzo    | 15,16 m     |      |
| 2008 | Campionati africani      | Addis Abeba | Lancio del disco | 4ª        | 45,78 m     |      |
| 2008 | Campionati africani      | Addis Abeba | Getto del peso   | 8ª        | 13,48 m     |      |
| 2009 | Giochi della Francofonia | Beirut      | Lancio del disco | 8ª        | 51,55 m     |      |
| 2011 | Giochi panafricani       | Maputo      | Lancio del disco | Bronzo    | 46,46 m     |      |
| 2012 | Campionati africani      | Porto-Novo  | Lancio del disco | 5ª        | 48,41 m     |      |
| 2012 | Campionati africani      | Porto-Novo  | Getto del peso   | 5ª        | 14,60 m     |      |
| 2014 | Campionati africani      | Marrakech   | Lancio del disco | 5ª        | 47,17 m     |      |
| 2014 | Campionati africani      | Marrakech   | Getto del peso   | 5ª        | 14,89 m     |      |